# سیارک ۷۵۷۳
سیارک ۷۵۷۳ (به انگلیسی: 7573 Basfifty، نامگذاری:1989VX) هفت هزار و پانصد و هفتاد و سومین سیارک کشف شده‌است که در ۴ نوامبر ۱۹۸۹ کشف شد.
قدر مطلق سیارک برابر ۱۲٫۸۰ است.